# Ahmadpur
Ahmadpur là một thị xã điều tra dân số (census town) trong quận Birbhum trong bang Tây Bengal của Ấn Độ.

## Địa lý
Ahmadpur có vị trí 23°50′B 87°42′Đ / 23,83°B 87,7°Đ Nó có độ cao trung bình là 38 mét (124 foot).

## Cơ cấu dân số
Theo điều tra dân số Ấn Độ năm 2001, Ahmadpur có dân số 35.786 người. Nam giới chiếm 53% dân số, nữ giới chiếm 47% dân số. Ahmadpur có tỷ lệ biết chữ bình quân 69%, cao hơn mức trung bình 59,5% của toàn quốc. 14% dân số có độ tuổi dưới 6.